# Valerie (película)
Valerie es una película alemana dirigida por Birgit Möller en el año 2006, constituyendo su debut como directora de largometraje.

## Argumento
Valerie es una modelo polaca de 29 años que está alojada en un exclusivo hotel de Berlín Grand Hyatt aunque no tiene dinero ni posibilidades de conseguirlo. Con tan solo 29 años su carrera ha llegado a su fin, aunque se niegue ha aceptarlo, y todo lo que posee se encuentra en su coche.
La modelo prolonga su estancia en el hotel todo lo posible, hasta que el personal del hotel descubre que las facturas remitidas a su dirección habitual en París son rechazadas. Finalmente intenta huir por el garaje subterráneo con su coche, donde, a pesar de su arrogancia, es incapaz de vencer la resistencia del portero encargado, André. En esas circunstancias, debe dejar el coche y todas sus posesiones en el hotel hasta que se haga cargo de su deuda.
Finalmente pide a un fotógrafo conocido, Jaro, que le haga un trabajo, por lo cual tiene que terminar acostándose con él a pesar de que finalmente él ni la deja dormir allí y le habla de sus hijos y su pareja.
En una situación desesperada y sin tener donde dormir, Valerie tiene que volver al garaje del hotel y pernoctar en su vehículo. Al día siguiente intenta por todos los medios conseguir ayuda de sus amigos, aunque sin contarles su desesperación y sin conseguirlo debido a que son fechas navideñas. En el bar del hotel conoce a un hombre que le ofrece dinero por sexo e intenta prostituirse, pero le da un ataque de risa cuando está manteniendo relaciones y pensando en su situación, ante lo cual el cliente se molesta enormemente y la echa.
Debido a que se ha dejado el bolso en el cuarto del que ha salido corriendo, debe pedir a André que le ayude a abrir el auto. Por suerte, finalmente André y su compañero guarda del garaje, la invitan a pasar la noche de Navidad con ellos en su caseta laboral. Posteriormente André invita a dormir a Valerie en su casa, proposición que acepta por una noche. La noche siguiente tendrá que dormir en un cajero automático debido a que no puede acceder al garaje: André no trabaja y el compañero no la conoce.
Poco a poco Valerie va asumiendo su situación y cuando regresa al hotel se encuentra a la policía y los responsables del hotel junto a su auto. Se la acusa de allanamiento de morada, robo y prostitución ilegal. Una vez en comisaría y pidiéndola sus datos, declara alojarse en casa de André. Este confirma la declaración, gracias a lo cual ella puede abandonar la comisaría.

## Premios
- 2007. Mejor directora en el Neff (New European Film Festival) de Vitoria (España).